# Золотой глобус (премия, 1985)
42-я церемония вручения наград премии «Золотой глобус»

27 января 1985 года
Лучший фильм (драма): 

«Амадей»
Лучший фильм (комедия или мюзикл): 

«Роман с камнем»
Лучший драматический сериал: 

«Она написала убийство»
Лучший сериал (комедия или мюзикл): 

«Шоу Косби»
Лучший мини-сериал или фильм на ТВ: 

«Кое-что про Амелию»
< 41-я Церемонии вручения 43-я >
42-я церемония вручения наград премии «Золотой глобус» за заслуги в области кино и телевидения за 1984 год состоялась 27 января 1985 года в Beverly Hilton Hotel (Лос-Анджелес, Калифорния, США). Номинанты были объявлены 7 января 1985 года.

## Список лауреатов и номинантов
Количество наград/номинаций:
- 4/6: «Амадей»
- 1/6: «Поля смерти»
- 3/5: «Поездка в Индию»
- 1/3: «Места в сердце»
- 0/3: «История солдата» / «Охотники за привидениями»
- 2/2: «Роман с камнем»
- 1/2: «Микки и Мод»
- 0/2: «Клуб „Коттон“» / «Полицейский из Беверли-Хиллз» / «Однажды в Америке» / «Человек со звезды» / «У подножия вулкана» / «Река» / «Весь я» / «Непримиримые противоречия»
- 1/1: «Женщина в красном»

 • Победители выделены отдельным цветом. 

### Игровое кино
| Категории                             | Лауреаты и номинанты                                                                            | Лауреаты и номинанты                                                                   |
| ------------------------------------- | ----------------------------------------------------------------------------------------------- | -------------------------------------------------------------------------------------- |
| Лучший фильм (драма)                  | • Амадей / Amadeus (Саул Зейнц)                                                                 | • Амадей / Amadeus (Саул Зейнц)                                                        |
| Лучший фильм (драма)                  | • Клуб «Коттон» / The Cotton Club (Роберт Эванс)                                                |                                                                                        |
| Лучший фильм (драма)                  | • Поля смерти / The Killing Fields (Дэвид Паттнэм)                                              |                                                                                        |
| Лучший фильм (драма)                  | • Места в сердце / Places in the Heart (Арлин Донован)                                          |                                                                                        |
| Лучший фильм (драма)                  | • История солдата / A Soldier’s Story (Норман Джуисон)                                          |                                                                                        |
| Лучший фильм (комедия или мюзикл)     | • Роман с камнем / Romancing the Stone                                                          | • Роман с камнем / Romancing the Stone                                                 |
| Лучший фильм (комедия или мюзикл)     | • Микки и Мод / Micki + Maude                                                                   |                                                                                        |
| Лучший фильм (комедия или мюзикл)     | • Полицейский из Беверли-Хиллз / Beverly Hills Cop                                              |                                                                                        |
| Лучший фильм (комедия или мюзикл)     | • Всплеск / Splash                                                                              |                                                                                        |
| Лучший фильм (комедия или мюзикл)     | • Охотники за привидениями / Ghostbusters                                                       |                                                                                        |
| Лучший режиссёр                       |                                                                                                 | • Милош Форман за фильм «Амадей»                                                       |
| Лучший режиссёр                       | • Фрэнсис Форд Коппола — «Клуб „Коттон“»                                                        |                                                                                        |
| Лучший режиссёр                       | • Ролан Жоффе — «Поля смерти»                                                                   |                                                                                        |
| Лучший режиссёр                       | • Дэвид Лин — «Поездка в Индию»                                                                 |                                                                                        |
| Лучший режиссёр                       | • Серджо Леоне — «Однажды в Америке»                                                            |                                                                                        |
| Лучший актёр в драматическом фильме   |                                                                                                 | • Ф. Мюррей Абрахам — «Амадей» (за роль Антонио Сальери)                               |
| Лучший актёр в драматическом фильме   | • Джефф Бриджес — «Человек со звезды» (за роль человека со звезды)                              |                                                                                        |
| Лучший актёр в драматическом фильме   | • Альберт Финни — «У подножия вулкана» (за роль Джеффри Фермина)                                |                                                                                        |
| Лучший актёр в драматическом фильме   | • Том Халс — «Амадей» (за роль Вольфганга Амадея Моцарта)                                       |                                                                                        |
| Лучший актёр в драматическом фильме   | • Сэм Уотерстон — «Поля смерти» (за роль Сиднея Шенберга)                                       |                                                                                        |
| Лучшая актриса в драматическом фильме |                                                                                                 | • Салли Филд — «Места в сердце» (за роль Эдны Сполдинг)                                |
| Лучшая актриса в драматическом фильме | • Дайан Китон — «Миссис Соффел» (за роль Кейт Соффел)                                           |                                                                                        |
| Лучшая актриса в драматическом фильме | • Джессика Лэнг — «Деревня» (за роль Джевелл Айви)                                              |                                                                                        |
| Лучшая актриса в драматическом фильме | • Ванесса Редгрейв — «Бостонцы» (за роль Олив Чанселлор)                                        |                                                                                        |
| Лучшая актриса в драматическом фильме | • Сисси Спэйсек — «Река» (за роль Мэй Гарви)                                                    |                                                                                        |
| Лучший актёр в комедии или мюзикле    |                                                                                                 | • Дадли Мур — «Микки и Мод» (за роль Роба Сэлинджера)                                  |
| Лучший актёр в комедии или мюзикле    | • Стив Мартин — «Весь я» (за роль Роджера Кобба)                                                |                                                                                        |
| Лучший актёр в комедии или мюзикле    | • Эдди Мёрфи — «Полицейский из Беверли-Хиллз» (за роль детектива Акселя Фоули)                  |                                                                                        |
| Лучший актёр в комедии или мюзикле    | • Билл Мюррей — «Охотники за привидениями» (за роль Питера Венкмана)                            |                                                                                        |
| Лучший актёр в комедии или мюзикле    | • Робин Уильямс — «Москва на Гудзоне» (за роль Владимира Иванова)                               |                                                                                        |
| Лучшая актриса в комедии или мюзикле  |                                                                                                 | • Кэтлин Тёрнер — «Роман с камнем» (за роль Джоан Уайлдер)                             |
| Лучшая актриса в комедии или мюзикле  | • Энн Бэнкрофт — «Гарбо рассказывает» (за роль Эстелль Рольф)                                   |                                                                                        |
| Лучшая актриса в комедии или мюзикле  | • Миа Фэрроу — «Бродвей Дэнни Роуз» (за роль Тины Витале)                                       |                                                                                        |
| Лучшая актриса в комедии или мюзикле  | • Шелли Лонг — «Непримиримые противоречия» (англ.) (за роль Люси Ван Паттен Бродски)            |                                                                                        |
| Лучшая актриса в комедии или мюзикле  | • Лили Томлин — «Весь я» (за роль Эдвины Катуотер)                                              |                                                                                        |
| Лучший актёр второго плана            |                                                                                                 | • Хенг Сомнанг Нгор — «Поля смерти» (за роль Дита Прана)                               |
| Лучший актёр второго плана            | • Адольф Цезар — «История солдата» (за роль сержанта Уотерса)                                   |                                                                                        |
| Лучший актёр второго плана            | • Ричард Кренна — «Парень из „Фламинго“» (за роль Фила Броди)                                   |                                                                                        |
| Лучший актёр второго плана            | • Джеффри Джонс — «Амадей» (за роль императора Иосифа II)                                       |                                                                                        |
| Лучший актёр второго плана            | • Пэт Морита — «Парень-каратист» (за роль мистера Мияги)                                        |                                                                                        |
| Лучшая актриса второго плана          |                                                                                                 | • Пегги Эшкрофт — «Поездка в Индию» (за роль миссис Мур)                               |
| Лучшая актриса второго плана          | • Дрю Бэрримор — «Непримиримые противоречия» (за роль Кейси Бродски)                            |                                                                                        |
| Лучшая актриса второго плана          | • Ким Бейсингер — «Самородок» (за роль Мемо Пэрис)                                              |                                                                                        |
| Лучшая актриса второго плана          | • Жаклин Биссет — «У подножия вулкана» (за роль Ивонн Фирмин)                                   |                                                                                        |
| Лучшая актриса второго плана          | • Мелани Гриффит — «Двойник тела» (за роль Холли Боди)                                          |                                                                                        |
| Лучшая актриса второго плана          | • Кристин Лахти — «Дополнительная смена» (за роль Хэйзел)                                       |                                                                                        |
| Лучшая актриса второго плана          | • Лесли Энн Уоррен — «Автор песен» (англ.) (за роль Джильды)                                    |                                                                                        |
| Лучший сценарий                       | • Питер Шэффер — «Амадей»                                                                       | • Питер Шэффер — «Амадей»                                                              |
| Лучший сценарий                       | • Роберт Бентон — «Места в сердце»                                                              |                                                                                        |
| Лучший сценарий                       | • Чарльз Фуллер — «История солдата»                                                             |                                                                                        |
| Лучший сценарий                       | • Дэвид Лин — «Поездка в Индию»                                                                 |                                                                                        |
| Лучший сценарий                       | • Брюс Робинсон — «Поля смерти»                                                                 |                                                                                        |
| Лучшая музыка к фильму                | • Морис Жарр за музыку к фильму «Поездка в Индию»                                               | • Морис Жарр за музыку к фильму «Поездка в Индию»                                      |
| Лучшая музыка к фильму                | • Эннио Морриконе — «Однажды в Америке»                                                         |                                                                                        |
| Лучшая музыка к фильму                | • Джек Ницше — «Человек со звезды»                                                              |                                                                                        |
| Лучшая музыка к фильму                | • Майк Олдфилд — «Поля смерти»                                                                  |                                                                                        |
| Лучшая музыка к фильму                | • Джон Уильямс — «Река»                                                                         |                                                                                        |
| Лучшая песня                          | • I Just Called to Say I Love You — «Женщина в красном» — музыка и слова: Стиви Уандер          | • I Just Called to Say I Love You — «Женщина в красном» — музыка и слова: Стиви Уандер |
| Лучшая песня                          | • Against All Odds (Take a Look at Me Now) — «Несмотря ни на что» — музыка и слова: Фил Коллинз |                                                                                        |
| Лучшая песня                          | • Footloose — «Свободные» — музыка и слова: Кенни Логгинс и Дин Питчфорд                        |                                                                                        |
| Лучшая песня                          | • Ghostbusters — «Охотники за привидениями» — музыка и слова: Рей Паркер мл.                    |                                                                                        |
| Лучшая песня                          | • No More Lonely Nights — «Передай привет Брод-стрит» — музыка и слова: Пол Маккартни           |                                                                                        |
| Лучшая песня                          | • When Doves Cry — «Пурпурный дождь» — музыка и слова: Принс                                    |                                                                                        |
| Лучший иностранный фильм              | • Поездка в Индию / A Passage to India (Великобритания)                                         | • Поездка в Индию / A Passage to India (Великобритания)                                |
| Лучший иностранный фильм              | • Кармен / Carmen (Франция)                                                                     |                                                                                        |
| Лучший иностранный фильм              | • Диагональ слона / La diagonale du fou (Швейцария)                                             |                                                                                        |
| Лучший иностранный фильм              | • Париж, Техас / Paris, Texas (Франция)                                                         |                                                                                        |
| Лучший иностранный фильм              | • Воскресенье за городом / Un dimanche à la campagne (Франция)                                  |                                                                                        |

### Телевизионные награды
| Категории                                                               | Лауреаты и номинанты                                                         | Лауреаты и номинанты                                                        |
| ----------------------------------------------------------------------- | ---------------------------------------------------------------------------- | --------------------------------------------------------------------------- |
| Лучший телевизионный сериал (драма)                                     | • Она написала убийство / Murder, She Wrote                                  | • Она написала убийство / Murder, She Wrote                                 |
| Лучший телевизионный сериал (драма)                                     | • Кегни и Лейси / Cagney & Lacey                                             |                                                                             |
| Лучший телевизионный сериал (драма)                                     | • Династия / Dynasty                                                         |                                                                             |
| Лучший телевизионный сериал (драма)                                     | • Блюз Хилл стрит / Hill Street Blues                                        |                                                                             |
| Лучший телевизионный сериал (драма)                                     | • Сент-Элсвер / St. Elsewhere                                                |                                                                             |
| Лучший телевизионный сериал (комедия или мюзикл)                        | • Шоу Косби / The Cosby Show                                                 | • Шоу Косби / The Cosby Show                                                |
| Лучший телевизионный сериал (комедия или мюзикл)                        | • Весёлая компания / Cheers                                                  |                                                                             |
| Лучший телевизионный сериал (комедия или мюзикл)                        | • Слава / Fame                                                               |                                                                             |
| Лучший телевизионный сериал (комедия или мюзикл)                        | • Джефферсоны / The Jeffersons                                               |                                                                             |
| Лучший телевизионный сериал (комедия или мюзикл)                        | • Кейт и Элли / Kate & Allie                                                 |                                                                             |
| Лучший мини-сериал или телефильм                                        | • Кое-что про Амелию / Something About Amelia                                | • Кое-что про Амелию / Something About Amelia                               |
| Лучший мини-сериал или телефильм                                        | • Пылающая кровать / The Burning Bed                                         |                                                                             |
| Лучший мини-сериал или телефильм                                        | • Создатель кукол / The Dollmaker                                            |                                                                             |
| Лучший мини-сериал или телефильм                                        | • Сахаров / Sakharov                                                         |                                                                             |
| Лучший мини-сериал или телефильм                                        | • Трамвай «Желание» / A Streetcar Named Desire                               |                                                                             |
| Лучший актёр в драматическом телесериале                                |                                                                              | • Том Селлек — «Частный детектив Магнум» (за роль детектива Томаса Магнума) |
| Лучший актёр в драматическом телесериале                                | • Джеймс Бролин — «Отель» (за роль Питера МакДермотта)                       |                                                                             |
| Лучший актёр в драматическом телесериале                                | • Джон Форсайт — «Династия» (за роль Блейка Кэррингтона)                     |                                                                             |
| Лучший актёр в драматическом телесериале                                | • Ларри Хэгмэн — «Даллас» (за роль Джей Ара Юинга)                           |                                                                             |
| Лучший актёр в драматическом телесериале                                | • Стейси Кич — «Детектив Майк Хаммер» (англ.) (за роль дет. Майка Хаммера)   |                                                                             |
| Лучший актёр в драматическом телесериале                                | • Дэниел Дж. Траванти — «Блюз Хилл стрит» (за роль капитана Фрэнка Фурилло)  |                                                                             |
| Лучшая актриса в драматическом телесериале                              |                                                                              | • Анджела Лэнсбери — «Она написала убийство» (за роль Джессики Флетчер)     |
| Лучшая актриса в драматическом телесериале                              | • Джоан Коллинз — «Династия» (за роль Алексис Кэррингтон Колби)              |                                                                             |
| Лучшая актриса в драматическом телесериале                              | • Тайн Дейли — «Кегни и Лейси» (за роль детектива Мэри Бет Лейси)            |                                                                             |
| Лучшая актриса в драматическом телесериале                              | • Линда Эванс — «Династия» (за роль Кристл Кэррингтон)                       |                                                                             |
| Лучшая актриса в драматическом телесериале                              | • Шэрон Глесс — «Кегни и Лейси» (за роль детектива Кристин Кегни)            |                                                                             |
| Лучшая актриса в драматическом телесериале                              | • Кейт Джексон — «Пугало и миссис Кинг» (англ.) (за роль миссис Аманды Кинг) |                                                                             |
| Лучший актёр в телесериале (комедия или мюзикл)                         |                                                                              | • Билл Косби — «Шоу Косби» (за роль д-ра Хитклиффа «Клиффа» Хакстейбла)     |
| Лучший актёр в телесериале (комедия или мюзикл)                         | • Тед Дэнсон — «Весёлая компания» (за роль Сэма Мэлоуна)                     |                                                                             |
| Лучший актёр в телесериале (комедия или мюзикл)                         | • Роберт Гийом — «Бенсон» (англ.) (за роль Бенсона Дюбуа)                    |                                                                             |
| Лучший актёр в телесериале (комедия или мюзикл)                         | • Шерман Хемзли — «Джефферсоны» (за роль Джорджа Джефферсона)                |                                                                             |
| Лучший актёр в телесериале (комедия или мюзикл)                         | • Боб Ньюхарт — «Ньюхарт» (англ.) (за роль Дика Лоудона)                     |                                                                             |
| Лучшая актриса в телесериале (комедия или мюзикл)                       |                                                                              | • Шелли Лонг — «Весёлая компания» (за роль Дайан Чемберс)                   |
| Лучшая актриса в телесериале (комедия или мюзикл)                       | • Дебби Аллен — «Слава» (за Лидии Грант)                                     |                                                                             |
| Лучшая актриса в телесериале (комедия или мюзикл)                       | • Нелл Картер — «Дай мне перерыв» (англ.) (за роль Нелли Рут «Нелл» Харпер)  |                                                                             |
| Лучшая актриса в телесериале (комедия или мюзикл)                       | • Сьюзан Кларк — «Вебстер» (англ.) (за роль Кэтрин Колдер)                   |                                                                             |
| Лучшая актриса в телесериале (комедия или мюзикл)                       | • Джейн Куртин — «Кейт и Элли» (за роль Эллисон «Элли» Лоуэлл)               |                                                                             |
| Лучшая актриса в телесериале (комедия или мюзикл)                       | • Изабель Санфорд — «Джефферсоны» (за роль Луизы Джефферсон)                 |                                                                             |
| Лучший актёр в мини-сериале или телефильме                              |                                                                              | • Тед Дэнсон — «Кое-что про Амелию» (за роль Стивена Беннетта)              |
| Лучший актёр в мини-сериале или телефильме                              | • Джеймс Гарнер — «Звуки сердца» (за роль Гарольда Лира)                     |                                                                             |
| Лучший актёр в мини-сериале или телефильме                              | • Сэм Нилл — «Рейли: Король шпионов» (англ.) (за роль Сиднея Рейли)          |                                                                             |
| Лучший актёр в мини-сериале или телефильме                              | • Джейсон Робардс — «Сахаров» (за роль Андрея Сахарова)                      |                                                                             |
| Лучший актёр в мини-сериале или телефильме                              | • Трит Уильямс — «Трамвай „Желание“» (за роль Стэнли Ковальски)              |                                                                             |
| Лучшая актриса в мини-сериале или телефильме                            |                                                                              | • Энн-Маргрет — «Трамвай „Желание“» (за роль Бланш Дюбуа)                   |
| Лучшая актриса в мини-сериале или телефильме                            | • Гленн Клоуз — «Кое-что про Амелию» (за роль Гэйл Беннетт)                  |                                                                             |
| Лучшая актриса в мини-сериале или телефильме                            | • Фэрра Фосетт — «Пылающая кровать» (за роль Франсин Хьюз)                   |                                                                             |
| Лучшая актриса в мини-сериале или телефильме                            | • Джейн Фонда — «Создатель кукол» (за роль Герти Невелс)                     |                                                                             |
| Лучшая актриса в мини-сериале или телефильме                            | • Гленда Джексон — «Сахаров» (за роль Елены Боннэр)                          |                                                                             |
| Лучший актёр второго плана в телесериале, мини-сериале или телефильме   |                                                                              | • Пол Ле Мэт — «Пылающая кровать» (за роль Микки Хьюза)                     |
| Лучший актёр второго плана в телесериале, мини-сериале или телефильме   | • Пирс Броснан — «Нэнси Астор» (за роль Роберта «Боба» Гулда Шоу)            |                                                                             |
| Лучший актёр второго плана в телесериале, мини-сериале или телефильме   | • Джон Хиллерман — «Частный детектив Магнум» (за роль Джонатана Хиггинса)    |                                                                             |
| Лучший актёр второго плана в телесериале, мини-сериале или телефильме   | • Бен Верин — «Остров Эллис» (англ.) (за роль Роско Хейнса)                  |                                                                             |
| Лучший актёр второго плана в телесериале, мини-сериале или телефильме   | • Брюс Вайц — «Блюз Хилл стрит» (за роль сержанта Мика Белкера)              |                                                                             |
| Лучшая актриса второго плана в телесериале, мини-сериале или телефильме |                                                                              | • Фэй Данауэй — «Остров Эллис» (за роль Мод Чартерис)                       |
| Лучшая актриса второго плана в телесериале, мини-сериале или телефильме | • Селма Даймонд — «Ночной суд» (англ.) (за роль Селмы Хэкер)                 |                                                                             |
| Лучшая актриса второго плана в телесериале, мини-сериале или телефильме | • Марла Гиббс — «Джефферсоны» (за роль Флоренс Джонстон)                     |                                                                             |
| Лучшая актриса второго плана в телесериале, мини-сериале или телефильме | • Джина Лоллобриджида — «Фэлкон Крест» (за роль Франчески Джоберти)          |                                                                             |
| Лучшая актриса второго плана в телесериале, мини-сериале или телефильме | • Реа Перлман — «Весёлая компания» (за роль Карлы Тортелли)                  |                                                                             |
| Лучшая актриса второго плана в телесериале, мини-сериале или телефильме | • Роксана Зал — «Кое-что про Амелию» (за роль Амелии Беннетт)                |                                                                             |

### Специальные награды
| Премия Сесиля Б. Де Милля (Награда за вклад в кинематограф) |  | • Элизабет Тейлор                                              |
| Мисс «Золотой глобус» 1985 (Символический титул)            |  | • Лизабет Шетнер — (дочь актёра Уильяма Шетнера и Глории Рэнд) |